# Seiichiro Maki
Seiichiro Maki (巻 誠一郎, Maki Seiichiro, Uki, 7 augustus 1980) is een Japans voormalig voetballer die als aanvaller speelde.

## Carrière
Seiichiro Maki speelde tussen 2003 en 2011 voor JEF United Ichihara Chiba, Amkar Perm en Shenzhen Ruby. Hij tekende in 2011 bij Tokyo Verdy.

## Japans voetbalelftal
Seiichiro Maki debuteerde in 2005 in het Japans nationaal elftal en speelde 38 interlands, waarin hij 8 keer scoorde.

## Statistieken
| Japans voetbalelftal | Japans voetbalelftal | Japans voetbalelftal |
| Jaar                 | Wed.                 | Dlp.                 |
| -------------------- | -------------------- | -------------------- |
| 2005                 | 3                    | 0                    |
| 2006                 | 14                   | 3                    |
| 2007                 | 9                    | 4                    |
| 2008                 | 9                    | 1                    |
| 2009                 | 3                    | 0                    |
| Totaal               | 38                   | 8                    |